# Jogos do Mediterrâneo de 1963
Os IV Jogos do Mediterrâneo foram realizados em Nápoles (Italia), entre os dias 21 e 29 de setembro de 1963, voltando ao continente europeu, onde Nápoles fez uma linda cerimônia de abertura, ocasião que aproximadamente 3.000 pombas foram soltas.
Neste edição dos jogos participaram 1057 atletas representando 13 países, todos eram homens.As mulheres só participariam 4 anos depois em Túnes.
A Itália foi insuperável nesta edição, venceu tanto no total, quanto na quantidade de medalhas de ouro, seguida por Turquia e França.

## Quadro de medalhas
| Quadro de medalhas Nápoles 1963 |                    |      |       |        |       |
| POS                             | Nação Participante | OURO | PRATA | BRONZE | TOTAL |
| 1                               | Italia             | 42   | 30    | 23     | 95    |
| 2                               | França             | 16   | 24    | 15     | 55    |
| 3                               | Jugoslávia         | 10   | 13    | 11     | 34    |
| 4                               | Turquia            | 10   | 3     | 5      | 18    |
| 5                               | Egito              | 6    | 13    | 12     | 31    |
| 6                               | Espanha            | 6    | 6     | 14     | 26    |
| 7                               | Tunisia            | 2    | 2     | 2      | 6     |
| 8                               | Marrocos           | 1    | 0     | 9      | 10    |
| 9                               | Grécia             | 0    | 2     | 6      | 8     |
| 10                              | Síria              | 0    | 1     | 3      | 4     |
| 11                              | Líbano             | 0    | 0     | 1      | 1     |
| 12                              | Mônaco             | 0    | 0     | 1      | 1     |